# Darázs József
Darázs József (Badacsonytomaj, 1955. november 19. –) magyar festő.

## Élete
1957-ben Szegedre (édesanyja szülőhelyére) költöztek. 1974 óta fest. 1990-es évektől plasztikákat is készít. Hatással volt rá Tóth Menyhért, Földi Péter, ef Zámbó István valamint Bak Imre festészete. Individuális képzőművészi arculatának felépítésében meghatározónak tartja Földi Péter és Pap Gábor művészettörténész szellemi hatását. Szegeden él. Festészetének motívum- és gondolatköre a természeti mítoszokhoz és a népművészet egyetemesebb világfelfogásához kapcsolódik. Kezdetben geometrikus szerkezetű, dekoratív és szimbolikus jellegű festői motívumokat alkalmazott, amit a későbbiekben nyitott, dinamikus és szürrealista komponálással váltott fel. Újabban plasztikai megoldásokkal is kísérletezik, archaikus kultúrák jelkincsét alkalmazva lemez-objekteket készít.

## Tanulmányok
- 1970-1974 – Kiss Ferenc Erdészeti Szakközépiskola (érettségi)
- 1974-1978 – Tábor utcai Szabadiskola, Szeged. Mesterek: Lapis András és Fritz Mihály szobrászművészek

## Tagságok
- 1986-1990 – Fiatal Képzőművészek Stúdiója
- Magyar Alkotóművészek Országos Egyesülete
- Magyar Képző és Iparművészek Szövetsége
- Magyar Festők Társasága
- Magyar Szobrász Társaság
- SZÖGART – Művészeti Egyesület
- HÁM – Művészeti Egyesület

## Munkássága[1]
"A hetvenes évek nomád nemzedéke talán ösztönösen érezte, hogy nem nagyon meríthet semmi értékeset sem a létező szocializmus, sem a létező kapitalizmus hazugságóceánjából. Elvonult egy szellemi szigetre, a népművészet sejtett, de valójában nem ismert szigetére..."
Ez az a kulturális közeg és értelmezési tartomány, amelyben Darázs József festőművész életművét bemutatnunk, illetve értelmeznünk kell, mert ezen tartományon kívül lehet ugyan érvényes meglátásokat megfogalmazni munkái kapcsán, de egységes szövetté szőhető és a művész önvallomásaival is összhangban lévő képet másképpen nem állíthatunk össze.
Darázs az érettségi évében kezdett a (mára legendás) Tábor utcai Szabadiskola rajzszakkörébe járni, ahol akkor két szobrászművész, Lapis András és Fritz Mihály voltak a korrigáló tanárok.
Az 1980-as évek derekára sikerült megtalálnia saját festői nyelvét és felépítenie azon motívumok koherens repertoárját, melyek belső önfejlődésük eredményeképpen folyamatos megújulási lehetőséget biztosítanak a Darázs-i életműnek.
Első, ebben a szemléletben készült műve az És megszületett… (18) címre hallgat. Az 1987-es Halálhetéra (24) és a Sátram előtt (6) jelzi Darázs József stílusának finom módosulását. Mindkettő tiszteletadás a geometrikus absztrakt irányzat előtt.
Az 1992-es év markáns korszakhatár, pontosabban meghatározó mérföldkő Darázs művészetében. Az Óriás asszony napot szül (3), az Ikreket szülő (4) és az Eleven mítosz (11) a nagy, egységes színfelületekkel operáló geometrikus absztrakt tradíció újraértelmezéseként fogható fel, ahol a festő minimálisra csökkentette a tőle megszokott, többrétegű jelentéssel szerepeltetett motívumokat, hogy az egyes formák, illetve az alkalmazott színek önnön szimbolikus tartalma érvényesülhessen. A 2012-ben készült Éva (65) viszi tovább ezt a szemléletet Darázs munkásságában.
Az 1996-os év különösen termékeny volt Darázs József számára, mert ekkor festette az Eredetmítosz I. (13) és az Eredetmítosz II. (14) című kompozíciókat is. Ez a két darabos ciklus visszatérést jelent az 1980-as évek végén és az 1990-es évek elején kialakított képi világához, ahol a nagy egységes színfelületek geometrikus és organikus motívumokban ölelkeznek össze, és új értelmezést kapnak bevált motívumai, a kígyó, a nap és a holdsarló is.
Az 1999-es évtől kezdve sorra születnek a rovásírást felhasználó-feldolgozó művei. Vannak olyanok, melyek teljes egészében csak egy rovott szöveget tartalmaznak, mint a Vizes jegyben születtem (51) 2011-ből, és vannak olyanok, ahol csak egy-egy rovott jel kerül a képfelületre, mint a 2001-es Badacsony égitestekkel (94) című festményen.
2016-ban különös formai és műfaji kísérletbe vág Darázs József. Két ceruzarajza egy általa már régen alkalmazott elv továbbgondolását bizonyítja, amikor is a pozitív-negatív egyenértékűség elvének megfelelően a kompakt egységbe komponált amorf felületen belül minden milliméternek értelmes-értelmezhető jelentése, tartalma van. Emberalakok, arcok, különös keveréklények töltik meg a gondosan feltöltött felületet – igazi horror vacui élmény…
Ahhoz, hogy az életmű teljes bemutatását elvégezzük, nem hagyhatjuk említés nélkül plasztikai munkáit sem. Eszmefuttatásunkban újra megállapíthatjuk, hogy Darázs József művészete egy nagyon erős hagyományban gyökerezik, mely azt is érzékelteti, hogy mennyire mélyre nyúlt az idő kútjában. Bizonyos plasztikái, mint például a madártestű-emberfejű keveréklényt ábrázoló 1999-es Visszatekintő (33) vagy a Leföldelt szárnyasok (81) című szobra, avagy a Trialógus (86) címet viselő hármas fejkompozíciója olyan szerveződési elveket alkalmaz, olyan műépítési princípiumokat használ melyeknek a legszebben, legtisztábban beszélő példányait a Krisztus születése előtti második századból ismerjük a mai Észak-Kínához tartozó, úgynevezett Ordosz-vidéki bronzok vagy az úgynevezett „Nagy Péter aranyak” köréből. A kutatás ezeknek a lenyűgöző fémmunkáknak az eredetét egyre magabiztosabban a hsziong-nu (ázsiai hun) műveltség körében jelöli ki. Ezek között találhatunk olyan kompozíciókat, ahol az egymásba kapaszkodó, küzdő állatok alakjaiban, vagy az átváltozó, alakjukat váltó állatfigurákban ismerhetjük fel Darázs József szobrainak őseit és előképeit. A plasztikák egy másik csoportja a humor, irónia, a vizuális valamint a nyelvi lelemény összjátékaként írható le. Ilyen műve a 2000-es Nyitott vagyok (35), vagy a 2001-es Lépcsős állat (37), a 2009-es Nyitott állat (74), illetve a 2002-es Cso-cso-szán (41).

## Művei (válogatás)
| - 1. Bálványok évada II. (1988) - 2. Metafizikus képeslap (1992) - 3. Óriás asszony napot szűl (1992) - 4. Ikreket szülő (1992) - 6. Sátram előtt (1987) - 7. Naptáltos (1996) - 8. Virágok virága (1996) - 9. Sámánének (1988) - 10. Piros kör (1989) - 11. Eleven mítosz (1992) - 12. Bálványok évada I. (1988) - 13. Eredetmítosz I. (1996) - 14. Eredetmítosz II. (1996) - 16. Elragadtatás (1992) - 17. Kígyós (2017) - 18. És megszületett… (2017) - 19. Felhőfogó (1995) - 20. Kert Esbetának (1996) - 23. Törtkép (1993) - 24. Halálhetéra (1987) - 25. A hős címerállatai (1996) - 27. Parens (2018) - 28. Egy favágó álma (2018) - 31. Madárkerengő (2001) - 32. Rejtőző rajz III. (2013) - 33. Visszatekintő (1999) - 34. Lábait befordító (2017) - 35. Nyitott vagyok (2000) - 36. Napforduló (2015) - 37. Lépcsős állat (2001) - 39. Tőmondat (2001) - 41. Cso-cso-szán (2002) - 42. Maszkos (A levitézlettek máglyája) (2018) - 43. Magna Mater (1995) - 47. Angyalok szárnyak nélkül (1999) | - 48. Lépő (1999) - 49. Mozaik H. Zs.-nek (2004) - 50. Lap (5.) a Megnevezhetetlenek könyvéből (2000) - 51. Vallomás (Vizes jegyben születtem..) (2011) - 54. Mintasor (2011) - 59. Privát Genezis II. (2016) - 60. Privát Genezis I. (2016) - 62. Privát hieroglifák (2018) - 63. Inferno (2017) - 64. Pszichedelikus képregény (2015) - 65. Éva (2012) - 69. Falunap (2015) - 70. Domaszék dreams (2015) - 71. Repcsiket néző (2015) - 72. Kígyóspuszta (2015) - 74. Nyitott állat (2009) - 75. Lebegő struktúrák II. (2012) - 76. Defragmentált kép (Sárkányölő) (2012) - 77. Elnémult város (2012) - 78. Kert építményekkel és felhőkkel (2012) - 79. Kék divízió (2015) - 80. Táj kéménnyel (2015) - 81. Leföldelt szárnyasok (1999) - 82. Esők jöttek… (2013) - 84. Lebegő struktúrák I. (2012) - 85. Requiem (2006) - 86. Trialógus (2001) - 87. Írott kép (2015) - 88. Fali történet (2001) - 89. Rejtőző rajz II. (2013) - 90. Rejtőző rajz IV. (2013) - 92. Rejtőző rajz I. (2013) - 94. Badacsony égitestekkel (2001) - 95. Labirintus (2015) |

## Munkák közgyűjteményekben
- Móra Ferenc Múzeum, Szeged
- Tornyai János Múzeum, Hódmezővásárhely
- Katona József Múzeum, Kecskemét
- Dornyay Béla Múzeum, Salgótarján
- Dobó István Vármúzeum, Eger
- „GROTESZK” Gyűjtemény, Kaposvár
- Szeged Város Közgyűjteménye
- Tiszakécske Város Közgyűjteménye
- Kohán-terem, Gyulavári Almásy Kastély közgyűjteménye
- Magyar FordítóHáz Alapítvány közgyűjteménye, Balatonfüred
- Szegedért Alapítvány gyűjteménye

## Egyéni kiállításai[2]
- 2019. "A hiány eszménye" című kiállítás, Somogyi-könyvtár, Szeged
- 2018. "Írásvédett" Kóthay Gábor, Sejben Lajos, Darázs József kiállítása, Kass Galéria, Szeged
- 2016. "Privát axiómák" Popovics Lőrinc, Sejben Lajos, Darázs József kiállítása, Reök Palota, Szeged
- 2015. "Transz utak" című kiállítás,MTA SZAB Székház, Szeged
- 2013. "ARTNEGYED" Bauer István,Popovics Lőrinc, Sejben Lajos, Darázs József közös tárlata, Csongrád Galéria, Csongrád
- 2008. "Virágok virága" című kiállítás, Reök Palota, Szeged
- 2007. "Harmadoló" kiállítás Popovics Lőrinccel és Sejben Lajossal, „B” Galéria, Szeged
- 2007. "A Tisza Szegednél" ketten Sejben Lajossal , Duna Galéria, Budapest
- 2006. "Vizes jegyben születtem" című kiállítás, Szerb Templom Galéria, Balassagyarmat
- 2006. "Vigyázz a magasban dolgoznak" című kiállítás, Belvárosi Kamara Galéria, Szeged
- 2005. "Félszáz" ketten Sejben Lajossal, Móra Ferenc Múzeum, Szeged
- 2002. "Fali történetek" című kiállítás, Alsóvárosi Kultúrház, Szeged
- 2002. "Természetes hajhullás" című kiállítás, „B” Galéria, Szeged
- 2002. "Tandem" ketten Sejben Lajossal, Szentesi Művelődési Központ Galériája, Szentes
- 2002. "Kettőspont" ketten Sejben Lajossal, Városi Galéria, Szigetszentmiklós
- 2000. "BDPS Lépcsőház" iker kiállítás Bauer Istvánnal, Sejben Lajossal és Popovics Lőrinccel, Somogyi József Galéria, Pápa
- 2000. "Három-Szeg" iker kiállítás Popovics Lőrinccel és Sejben Lajossal, Kapos Art Galériája,Kaposvár
- 1999. "Trialógus" iker kiállítás Sejben Lajossal és Popovics Lőrinccel, Pelikán Galéria, Székesfehérvár
- 1999. "Angyalok szárnyak nélkül" című kiállítás, „B” Galéria, Szeged
- 1998. "Archetypum" című kiállítás, Nógrádi Történeti Múzeum Kisgalériája, Salgótarján
- 1998. "Archetypum II." című kiállítás, Református Általános Iskola Galériája, Tiszakécske
- 1996. "Privát mitológia" című kiállítás, Bartók Béla Művészeti Központ „B” Galéria, Szeged
- 1995. "Kígyókert" című kiállítás, Goldmark Károly Művelődési Központ, Keszthely
- 1994. "Tilos a madár" című kiállítás, Nevelők Háza Galéria, Pécs
- 1994. "Máskép(p) – Más" című kiállítás,Móra Ferenc Múzeum Képtára, Szeged
- 1993. "Elragadtatás" című kiállítás, Kálvária Galéria, Szeged
- 1990. "Óriásanya" című kiállítás, Kisgaléria, Szentes
- 1989. "Sámánének" című kiállítás, Kortárs Galéria, Jászberény
- 1989. Ketten Sejben Lajossal, MTESZ Székház, Szeged
- 1988. "Napforduló" című kiállítás, Bartók Béla Művelődési Központ „B” Galéria, Szeged

## Csoportos kiállítások (válogatás)[3]
- 2019. év
- XL. Nyári Tárlat, Reök Palota, Szeged
- "A geometria körül" MFT kiállítása, Újlipótvárosi Klub-Galéria, Budapest
- SZÖG-ART '19 kiállítás, Széphárom Közösségi Tér, Budapest
- "Dimenziók" MAOE kiállítása, Reök Palota, Szeged
- 35. Salgótarjáni Tavaszi Tárlat, Dornyay B. Múzeum, Salgótarján
- 2018. év
- „Család” MAOE Képzőművész tagozatának kiállítása, MANK Galéria, Szentendre
- „Sziget” Magyar Festők Társasága kiállítása, Vízivárosi Galéria, Budapest
- 2017. év
- 34. Salgótarjáni Tavaszi Tárlat, Dornyai Béla Múzeum, Salgótarján
- 39. Nyári Tárlat, Reök Palota, Szeged
- „Káosz és Rend” MAOE Kiállítás,Reök Palota, Szeged
- 2016. év
- „Magyar Szentek” VIII. Kortárs Keresztény Ikonográfiai Biennálé, Cifrapalota, Kecskemét
- XVI. Táblaképfestészeti Biennálé, Reök Palota, Szeged
- 63. Vásárhelyi Őszi Tárlat, Alföldi Múzeum, Hódmezővásárhely
- III. Országos Rajztriennálé, Dornyai Béla Múzeum, Salgótarján
- 2015. év
- „Isteni gyermek” VII. Kortárs Keresztény Ikonográfiai Biennálé,Cifrapalota, Kecskemét
- 33. Salgótarjáni Tavaszi Tárlat, Dornyai Béla Múzeum, Salgótarján
- 9. Groteszk Triennálé, Vaszary Képtár, Kaposvár
- XXXVIII. Nyári Tárlat, Reök Palota, Szeged
- „Harmónia” MAOE kiállítás, MűvészetMalom, Szentendre
- 2014. év
- 61. Vásárhelyi Őszi Tárlat, Alföldi Galéria, Hódmezővásárhely
- „EVIDENCIA” III. Szobrász Biennálé 2014, Művészet Malom, Szentendre
- II. Egri Országos Akvarell Triennálé, Dobó István Vármúzeum, Eger
- "JEL – JELBESZÉD" Magyar Festők Társasága, Mazart Galéria, Budapest
- 2013. év
- VI. Kortárs Keresztény Ikonográfiai Biennálé – Angyalok, Cifrapalota, Kecskemét
- 32. Salgótarjáni Tavaszi Tárlat, Dornyai Béla Múzeum, Salgótarján
- 60. Vásárhelyi Őszi Tárlat, Alföldi Galéria, Hódmezővásárhely
- „Fragmentum” MFT kiállítása, FUGA Budapest Építészeti Központ, Budapest
- „Monokrónia” Magyar Festők Társasága kiállítása, Mazart Galéria, Budapest
- II. Országos Rajzbiennálé, Dornyai Béla Múzeum, Salgótarján
- Válogatás Szeged Város képzőművészeti gyűjteményéből, Reök Palota, Szeged
- 2012. év
- XIV. Táblaképfestészeti Biennálé, Reök Palota, Szeged
- „20 éve SZÖG-ART” Helios Galéria, Temesvár
- 59. Őszi Tárlat, Tornyai János Múzeum, Hódmezővásárhely
- „Valóság és illúzió” Országos tematikus művészeti kiállítás, Fővárosi Nagycirkusz, Budapest
- 2011. év
- „Víz és Élet” III. Országos Képzőművészeti Biennálé, Bácskai Kultúrpalota, Baja
- XXXVI. Szegedi Nyári Tárlat, Reök Palota, Szeged
- XXI. Debreceni Országos Nyári Tárlat, Kölcsey Központ, Debrecen
- 2010. év
- „Fekete képek” (második forduló) Magyar Festők Társasága, Pálme-Ház, Budapest
- I. Balatoni Festészeti Biennálé, Balatoni Múzeum, Keszthely
- XIII. Táblaképfestészeti Biennálé, Reök Palota, Szeged
- Modern Magyar Szobrászat 2010., Móra Ferenc Múzeum – Vármúzeum, Szeged
- 2009. év
- II. Országos „Víz és Élet” Képzőművészeti Biennálé, Türr István Múzeum, Baja
- Groteszk Képző- Iparművészeti és Fotóművészeti kiállítás, Vaszary Képtár, Kaposvár
- 30. Salgótarjáni Tavaszi Tárlat, Nógrádi Történeti Múzeum, Salgótarján
- 35. Nyári Tárlat, Reök Palota, Szeged
- I. Egri Országos Akvarell Triennálé, Dobó István Vármúzeum, Eger
- „A mai nap” Magyar Festők Társasága kiállítása, Csepel Galéria, Budapest
- V. Kortárs Keresztény Ikonográfiai Biennálé – Apokalipszis, Cifrapalota, Kecskemét
- 2008. év
- SZÖG-ART Művészeti Egyesület Kiállítása, Pécsi Galéria, Pécs
- XII. TáblaképfestészetiBiennálé,Reök Palota, Szeged
- „Víz és Élet” I. Bajai Képzőművészeti Biennálé anyaga, Duna Múzeum, Esztergom
- IV. Kortárs Keresztény Ikonográfiai Biennálé,Cifrapalota, Kecskemét
- Festészeti Triennálé V., Művészetek Háza, Szekszárd
- VII. Magyar Festészet Napja – Élő Magyar Festészet 2008.,Reök Palota, Szeged
- „Fekete képek” Magyar Festők Társasága kiállítás, Csepel Galéria, Budapest
- 2007. év
- „Mágia” Magyar Szobrász Társaság kiállítása, MűvészetMalom, Szentendre
- „Víz és Élet” Tematikus Képzőművészeti Biennálé, Türr István Múzeum, Baja
- 54. Vásárhelyi Őszi Tárlat, Tornyai János Múzeum, Hódmezővásárhely
- „Szeged Kortárs 2007” Reök Palota, Szeged (képtár nyitó)
- 2006. év
- XI. TáblaképfestészetiBiennálé, Olasz Intézet, Szeged
- XX. Országos Akvarell Biennálé, Templom Galéria, Eger
- SZÖG-ART kiállítás,Régi Művésztelepi Galéria, Szentendre
- XIX. Debreceni Országos Nyári Tárlat, Kölcsey Központ, Debrecen
- „Oltár” III. Kortárs Keresztény Ikonográfiai Biennálé, Cifrapalota, Kecskemét
- 2005. év
- XIX. Országos Kisplasztikai Biennálé, Pécsi Galéria, Pécs
- „Genezis” II. Kortárs Keresztény Ikonográfiai Biennálé, Cifrapalota, Kecskemét
- 28. Salgótarjáni Tavaszi Tárlat, Nógrádi Történeti Múzeum, Salgótarján
- Mat XVII és a SZÖG-ART „Kötődések” című kiállítása, Erdős Renée Ház, Budapest
- Groteszk 6. kiállítás, Vaszary Képtár, Kaposvár
- XXXIII. Nyári Tárlat, Olasz Intézet, Szeged
- VILLE D’ ART Szeged – 22. Szegedi Képzőművész kiállítása, Magyar Ház, Párizs
- „Labirintus” Magyar Festők Társasága kiállítás, Közösségi Ház, Balatonalmádi
- 52. Vásárhelyi Őszi Tárlat, Tornyai János Múzeum, Hódmezővásárhely
- „Farkas István emlékezete” IV. Szekszárdi Festészeti Triennálé, Műv. Háza, Szekszárd
- 2004. év
- „Balaton – Peso – Plattensee” Nádor Galéria, Budapest
- XIX. Országos Akvarell Biennálé, Trinitárius Templom, Eger
- X. TáblaképfestészetiBiennálé, Olasz intézet, Szeged
- XVIII. Debreceni Országos Nyári Tárlat, Medgyessy Múzeum, Debrecen
- Magyar Kollázs, Városi Művészeti Múzeum, Győr
- 51. Vásárhelyi Őszi Tárlat, Tornyai János Múzeum, Hódmezővásárhely
- „A Dunától Keletre” MFT kiállítása, Újlipótvárosi Klub Galéria, Budapest
- XII. Országos Rajzbiennálé, Nógrádi Történeti Múzeum, Salgótarján
- „Tizedik” Magyar Szobrász Társaság kiállítása, Képtár, Szombathely
- KOGART SZALON 2004. Kortárs Képzőművészeti Vásár, KOGART HÁZ, Budapest
- „Labirintus” Magyar Festők Társasága kiállítása, Újpest Galéria, Budapest
- 2003. év
- XVIII. Országos Kisplasztikai Biennálé, Pécsi Galéria, Pécs
- Negyedik Kortárs Aukció, BÁV Rt. Aukciós Házának kiállítóterme, Budapest
- 27. Salgótarjáni Tavaszi Tárlat, Nógrádi Történeti Múzeum, Salgótarján
- XXXII. Nyári Tárlat, Olasz Intézet, Szeged
- „A festészet vége? „ Magyar Festők Társaságának kiállítása, Olof Palme Ház, Budapest
- XXXIII. Alföldi Tárlat, Munkácsy Mihály Múzeum, Békéscsaba
- 50. Vásárhelyi Őszi Tárlat, Tornyai János Múzeum, Hódmezővásárhely
- „Öszi Betakarítás” MKISZ II. Országos Szobrász Biennálé, Mezőgazdasági Múzeum, Budapest
- „Reflexiók” MKISZ Festőszakosztály kiállítása, Cifrapalota, Kecskemét
- „Mit szólna William LeightonLeitch, ha ezt látná?” Válogatás a Dobó István
- Vármúzeum kortárs akvarell gyűjteményéből – 35 év az Egri Orsz. Akvarell Biennálékon, Vár, Gótikus Palota időszaki kiállítóterme, Eger
- „Color” Magyar Szobrász Társaság kiállítása, Limes Galéria,Komarno, Szlovákia
- 2002. év
- „Félkész katasztrófák” Groteszk kiállítás, Vaszary Képtár, Kaposvár
- XVIII. Akvarell Biennálé, Dobó István Vármúzeum, Eger
- Festészeti Biennálé, Olasz Intézet, Szeged
- „Veszprém – Bakony – Balaton” Országos kiállítás, Veszprém
- „Félkész katasztrófák” Magyar Groteszk, Budapest Galéria, Budapest
- Őszi Tárlat, Tornyai János Múzeum, Hódmezővásárhely
- III. Szekszárdi Festészeti Triennálé, Művészetek Háza, Szekszárd
- „Hajó” Magyar Festők Társasága kiállítása, Vigadó Galéria, Budapest
- 2001. év
- 26. Salgótarjáni Tavaszi Tárlat, Nógrádi Történeti Múzeum, Salgótarján
- „Szobrászaton innen és túl” Műcsarnok, Budapest
- „Élmény és Eszmény” Gödöllői Királyi Kastély, Gödöllő
- „Veszprém – Bakony – Balaton” Országos kiállítás, Veszprém
- XXXI. Nyári Tárlat, Móra Ferenc Múzeum Képtára, Szeged
- „Papír – Anyag – Felület – Tömeg” – Magyar Papírművészeti Társaság kiállítása, MűvészetMalom, Szentendre
- Szobrászati Biennálé, Toyamura, Japán
- „Belső táj – Új tájak az idő és tér perspektívájában” MAOE kiállítása, Vigadó Galéria, Budapest
- 2000. év
- „Máskor,máshol” Magyar Festők Társasága kiállítása, Móra F. Múzeum Képtára, Szeged
- XVII. Akvarell Biennálé, Dobó István Vármúzeum, Eger
- „Szín – Tér 2000” MKISZ kiállítása, Pataky Galéria, Budapest
- Festészeti Biennálé, Móra Ferenc Múzeum Képtára, Szeged
- „Szín – Tér 2000” Milleneumi Szalon – Palme Ház, Budapest
- XVI. Debreceni Országos Nyári Tárlat, Debrecen
- IV. Országos Pasztell Biennálé,Esztergom
- Őszi Tárlat, Tornyai János Múzeum, Hódmezővásárhely
- X. Országos Rajzbiennálé, Nógrádi Történeti Múzeum, Salgótarján
- „Körképek” Magyar Festők Társasága kiállítása, Vigadó Galéria, Budapest
- „Ezer év – Magyar Szentek” Cifrapalota, Kecskemét
- 1999. év
- Őszi Tárlat 46., Tornyai János Múzeum, Hódmezővásárhely
- XXXI. Alföldi Tárlat,Munkácsy Mihály Múzeum, Békéscsaba
- „Ne vakolj a freskóra” Móra Ferenc Múzeum Képtára, Szeged
- 1998. év
- Kollázs’98 Országos Képzőművészeti Kiállítás, Vigadó Galéria, Budapest
- XVI. Országos Akvarell Biennálé, Tábornok – Ház, Eger
- „ECCE HOMO” MKISZ kiállítása, Vigadó Galéria, Budapest
- XV. Debreceni Országos Nyári Tárlat, Bartók Terem, Debrecen
- VII. Szegedi Táblakép festészeti Biennálé, Móra Ferenc Múzeum Képtára, Szeged
- 1997. év
- „Szegedi festők” Móra Ferenc Múzeum Képtára, Szeged
- „Fehér képek" Magyar Festők Társasága kiállítása, Vigadó Galéria, Budapest
- 24. Salgótarjáni Tavaszi Tárlat, Nógrádi Történeti Múzeum, Salgótarján
- 44. Vásárhelyi Őszi Tárlat,Tornyai János Múzeum, Hódmezővásárhely
- XXIX. Szegedi Nyári Tárlat, Móra Ferenc Múzeum Képtára, Szeged
- 1996. év
- Magyar Képzőművészek Kiállítása, Schiphol – Hoofddorp – Hollandia
- Groteszk 3.,Vaszary Képtár – Kortárs Művészeti Galéria – Kaposvár
- 43. Vásárhelyi Őszi Tárlat, Tornyai János Múzeum, Hódmezővásárhely
- VI. Országos Táblakép festészeti Biennálé, Móra Ferenc Múzeum Képtára, Szeged
- 1995. év
- Csongrád Megyei Képzőművészek Kiállítása, Art Center, Toledó – Ohio(USA)
- 23. Salgótarjáni Tavaszi Tárlat ,Nógrádi Történeti Múzeum, Salgótarján
- 42. Vásárhelyi Őszi Tárlat, Tornyai János Múzeum, Hódmezővásárhely
- XXVIII. Szegedi Nyári Tárlat, Móra Ferenc Múzeum Képtára, Szeged
- 1994. év
- Vásárhelyi Őszi Tárlat, Tornyai János Múzeum, Hódmezővásárhely
- Táblakép Festészeti Triennálé, Móra Ferenc Múzeum Képtára, Szeged
- 1993. év
- „ECCE HOMO” Országos Képzőművészeti Kiállítás, Cifrapalota, Kecskemét
- Groteszk 2.,Vaszary Képtár – Kortárs Művészeti Galéria – Kaposvár
- Dinamikus Kompozíciók II. Budapesti Nemzetközi Kortárs Képzőművészeti Kiállítás, Közlekedési Múzeum, Budapest
- XII. Országos Nyári Tárlat, Aranybika Szálló – Bartók Terem – Debrecen
- 40. Őszi Tárlat, Tornyai János Múzeum, Hódmezővásárhely
- 1992. év
- Szegedi Képzőművészek kiállítása, Foyer Galéria, Darmstadt
- „Kinek Art” Fiatal szegedi képzőművészek kiállítása, Móra Ferenc Múzeum Képtára, Szeged
- 39. Vásárhelyi Őszi Tárlat, Tornyai János Múzeum, Hódmezővásárhely
- 27. Szegedi Nyári Tárlat, Móra Ferenc Múzeum Képtára – Szeged
- 1991. év
- „Kiöregedő Stúdiósok” Fiatal Képzőművészek Stúdiója kiállítása,Duna Galéria, Budapest
- Magyar képzőművészek meghívásos kiállítása – La Création En Europe D’ Artistes Hongrois, AderTajan, Párizs
- Nyári Tárlat, Kossuth Lajos Tudományegyetem, Debrecen
- 1990. év
- Stúdió’90 – Fiatal Képzőművészek Stúdiójának kiállítása, Ernst Múzeum, Budapest
- Művésztelep és kiállítás Ausztriában – (hat ország művészeivel) Art Galéria, Horn (Ausztria)
- A horni művésztelep magyar alkotóinak kiállítása (öten) Collégium Hungaricum, Bécs
- 1988. év
- „Gravitáció” Vajda Lajos Stúdió kiállítása,Pincegaléria, Szentendre
- 1987. év
- Fiatal Képzőművészek Stúdiójának Tárlata II., Uitz Terem, Dunaújváros
- „Akt” Vajda Lajos Stúdió Kiállítása, Pincegaléria, Szentendre
- 1986. év
- „Elsőévesek” Fiatal Képzőművészek Stúdiójának kiállítása, Budapest, Almássy tér 6.

## Díjai
- 2019. Szeged Város művészeti alkotói támogatás.
- 2018. XVII. Táblaképfestészeti Biennálé, Szeged Város díja.
- 2018. IX. Kortárs Keresztény Ikonográfiai Biennálé, MMA Különdíj.
- 2017. Magyar Festők Társasága – Fehér Képek, Szakmai díj.
- 2017. Szeged Város díja, Kölcsey érem.
- 2012. Groteszk 8. Kaposvár, Magyar Cukor Zrt. díja.
- 2002. IX. Táblaképfestészeti Biennálé, Szeged Város díja.
- 2001. IX. Veszprém-Bakony-Balaton – Országos kiállítás, HM. Honvéd Kulturális Szolgáltató Kht. díja
- 1999. Groteszk Képző és Iparművészeti kiállítások – Kaposvár, Hűségdiploma
- 1994. Szeged Város Alkotói díja.
- 1989. Szeged Város Ösztöndíja.

## Bibliográfia
KRITIKÁK
- Gyarmati Gabriella: Szegedi 7. Bárka online, 2014. febr. 03., 2-3. o. (2 db képpel illusztr. kritika)
- Hemrik László: Minden törtrész összeáll. ÉS, 2007. jún. 08., 29. o. (kritika)
- Hemrik László: A folyó munkája. Új Művészet, 2008. febr. (képpel illusztrált kritika)
- Hollósi Zsolt: Angyalok szárnyak nélkül. Délvilág, 1999. okt. 12., 11. o. (képpel illusztrált kritika)
- Hollósi Zsolt: Természetes hajhullás. Délmagyarország, 2002. szept. 26., 4. o. (kritika)
- Nátyi Róbert: „Írásvédett”. Szeged, 2019. (3), 47-49. o. (kritika)
- Podmaniczky Szilárd: Közös fél-100. Magyar Hírlap, 2005. jan. 27., 24. o. (kritika)
- Pr. Z. [Polner Zoltán]: Háttérben a képek. Csongrád Megyei Hírlap, 1989. máj. 2., 8. o. (kritika)
- Polner Zoltán: Naiv és modern. Csongrád Megyei Hírlap, 1988. márc. 2. (kritika)
- P. Szabó Ernő: Artnegyed. Új Művészet, 2013. máj., 42.-43. o. (képpel illusztrált kritika)
- Szuromi Pál: Darázs József ’Elragadtatás’ című kiállítása a Kálvária Galériában. Délmagyarország, 1993. okt. 14., 20. o. (kritika)
- Szuromi Pál: Két művész – egy kiállítás (Darázs József – Sejben Lajos festőművészek tárlata a Móra Ferenc Múzeum képtárában). Délmagyarország, 1994. nov. 23., 16. o. (kritika)
- Szuromi Pál: Fali történetek – Darázs József legújabb műveiről. Szeged, 2002. ápr., 43. o. (kritika)
- Szuromi Pál: Darázs József tárlata – Vigyázz a magasban dolgoznak. Délmagyarország, 2006. 11. 14., 4. o. (kritika)
- Szuromi Pál: Végkifejlet és fordulat – Darázs József új művei. Új Művészet, 2007. ápr., 44. o. (kritika)
- Szuromi Pál: Végkifejlet és fordulat – Darázs József útjai. Árnyak és parazsak. Szeged, 2010., 198-200. o.
- Tandi Lajos: Világot teremteni. Délmagyarország, 1988. márc. 3. (kritika)
- Tandi Lajos: Darázs József önálló kiállítása – Sámánkodások. Délmagyarország, 1993. okt. 16., 5. o. (kritika)
- Tóth Attila: Sámán ének – Darázs József festészetéről. Művészet, 1989 (11-12), 80-81. o. (kritika 3 illusztrációval)

TANULMÁNYOK
- Nagy Imre: A lélekmadár és a sárighasú kígyó – Darázs József festészetéről. Szeged, 1994 (12), 33-34. o. (tanulmány 2 illusztrációval)
- Nagy Imre: Eleven mítosz – gondolatok Darázs József munkásságáról. In = Darázs József – Elragadtatás. Szeged, 2018, Magánkiadás, pp. 7-25. (tanulmány)
- Nagy Imre: „…fülembe súgnak s vállamat érintik…”. Szeged, 2002 (10), 29-31. o (tanulmány)
- Szuromi Pál: Csöndes dobbantások – Fiatal szegedi képzőművészek, Szeged, 1994 (3). (tanulmány)
- Szuromi Pál: Csöndes dobbantások. Tükrök, tükröződések. Szeged, 1994., 323-342. o. (tanulmány)
- Szuromi Pál: Darázs József festőművész kiállítása. Kálvária Galéria, Szeged, 1994., 5-8. o. (katalógusbevezető)
- Szuromi Pál: Nekünk már somolyognak a pincérek – A kortárs művészek közegében. Délmagyarország, 2000. dec. 16., 8. o. (esszé)
- Szuromi Pál: Kiállításról kiállításra – Duálisan, derűsen. Szeged, 2005. ápr.-máj., 68-69. o. (tanulmány)

INTERJÚK
- Bene Zoltán: A védett írás. Szeged, 2019 (2), 37-39. o. (képekkel illusztrált interjú)
- Hegedűs Szabolcs: Amikor a kép önmagát festi. Délmagyarország, 2000. júl. 20., 5. o. (képpel illusztrált interjú)
- Hollósi Zsolt: A hiány eszménye. Tiszatáj online, 2019.10.03. (képekkel illusztrált beszámoló)
- Hollósi Zsolt: Gúzsba kötve táncolok. Délmagyarország, 1999. okt. 14., 6. o. (képpel illusztrált interjú)
- Pacsika Emilia: Kódok és ösztönök. Délmagyarország, 1990. máj. 19., 6. o. (interjú)
- Szuromi Pál: Beszélgetés Darázs József festőművésszel. Délmagyarország, 1991. okt. 31., 4. o. (képpel illusztrált interjú)
- Szuromi Pál: Darázs József festőművész kiállítása. Kálvária Galéria, Szeged, 1994., 5-8. o. (katalógusbevezető)
- Szuromi Pál: Ha ősz, akkor „paraszt Párizs”. Tiszatáj, 2006. okt., 105-112. o. (beszélgetés)
- VK.: Vizes jegyben születtem. Regio Regia, 2008. VIII. évf. (különszám), 13. o. (interjú)
- Zenei József: Archaikus pillanatok – Pótbeszélgetés Darázs Józseffel. Szegedi Szépírás, 2010. szept. 01., 16. o.

## TV-s megjelenések
- Szemadám György: „Harcképek” – TV2 – 1995. november 13-ai TV-adás.
- Pacsika Emilia: „ALBUM” – Beszélgetés Darázs József festőművésszel – TELIN TV/Szeged – 1997. február 8-ai és február 12-ei TV-adás.
- Farkas András: Művészportrék sorozat – Darázs József festőművész – pART TV – 2005. július.

## Külső hivatkozások
- Kieselbach Galéria
- Darázs József képei a Somogyi Könyvtárban[halott link]
- A hiány eszméje – Darázs József festőművész kiállítása
- A hiány eszméje – Darázs József festményei
- Nátyi Róbert: „Írásvédett”
- A HIÁNY ESZMÉNYE – DARÁZS JÓZSEF FESTMÉNYEI A SOMOGYIBAN[halott link]